# Chorotypus ameliae
Chorotypus ameliae är en insektsart som beskrevs av Bolívar, C. 1930. Chorotypus ameliae ingår i släktet Chorotypus och familjen Chorotypidae. Inga underarter finns listade i Catalogue of Life.